# Albericus sanguinopictus
Albericus sanguinopictus är en groddjursart som beskrevs av Kraus och Allison 2005. Albericus sanguinopictus ingår i släktet Albericus och familjen Microhylidae. IUCN kategoriserar arten globalt som otillräckligt studerad. Inga underarter finns listade i Catalogue of Life.